# Пітер Індж
Фельдмаршал Пітер Ентоні Індж, барон Індж (нар. 5 серпня 1935 — пом. 20 липня 2022) — старший офіцер Британської армії. Він був начальником Генерального штабу, професійним керівником Британської армії з 1992 по 1994 рік, потім обіймав посаду голови комітету начальників штабів до відставки у 1997 році. На початку своєї військової кар'єри він брав участь у Війні в Малаї та операції «Банер» у Північній Ірландії, а під час Боснійської війни надавав поради Уряду Великої Британії.

## Молодість й освіта
Індж народився в Кройдоні 5 серпня 1935 року в родині Реймонда Альберта Інджа та Грейс Мод Керолайн Індж (уродженої Дю Роз). Він здобув освіту спочатку в школі Саммер Філдс в Оксфорді, а потім у коледжі Рекін у графстві Шропшир. У вересні 1953 року його призвали на національну службу, потім направили на офіцерську кадетську підготовку в Ітон Голл, графство Чешир, перш ніж він вступив до Королівської військової академії в Сандгерсті.

## Військова кар'єра
27 липня 1956 року Інджа відправили в Грін Говардс із Сандгерста. 27 липня 1958 року він отримав звання лейтенанта, служив у 1-му батальйоні Грін Говардс у Гонконгу та Німеччині та його відправили на оперативну службу в Малайю під час війни в Малаї. У 1960 році його призначили ад'ютантом генерального офіцера командувача 4-ю дивізією, 27 липня 1962 року він отримав звання капітана, а в 1963 році став ад'ютантом 1-го батальйону Грін Говардс.
Після роботи в Міністерстві оборони та отримання звання майора 31 грудня 1967 року, у 1969 році Індж повернувся до 1-го батальйону на посаду командира роти та вирушив до Північної Ірландії. З серпня 1971 року він служив бригадним майором в 11-й бронетанковій бригаді, а 31 грудня 1972 року отримав звання лейтенанта-підполковника, у 1973 році став інструктором Штабного коледжу у Кемберлі. У 1974 році його призначили командиром 1-го батальйону «Грін Говардс». 31 грудня 1976 року він отримав звання полковника, з 1977 року він командував молодшою дивізією Штабного коледжу, а після підвищення до бригадира 31 грудня 1979 року з 1980 року командував оперативною групою С Британської Рейнської армії. З 1982 року він був начальником штабу 1-го армійського корпусу. 12 січня 1984 року він повернувся у Велику Британію як генерал-офіцер, головнокомандувач Північно-Східним округом та 2-ю піхотною дивізією, яка базувалася в Йорку, 16 квітня отримав званням генерал-майора. У 1986 році його призначили генеральним директором Департаменту політики матеріально-технічного забезпечення (армія) у Міністерстві оборони.
Індж отримав звання лейтенант-генерала і 8 серпня 1987 року став головнокомандувачем 1-го армійського корпусу. У 1988 році він став кавалером ордена Лазні. Він залишив командування корпусом 2 жовтня 1989 року, а 27 листопада став командувачем Північної групи армій НАТО та головнокомандувачем Британської Рейнської армії в Німеччині у званні генерала; 3 січня 1990 року йому це звання присвоїли.
21 лютого 1991 року він став генерал-ад'ютантом королеви та кавалером ордена Лазні під час новорічних відзнак 1992 року. У лютому 1992 року Інджа призначили начальником Генерального штабу, а 15 березня 1994 року — головою комітету начальників штабів у званні фельдмаршала. На цій посаді він надавав військові поради Уряду Великої Британії щодо ведення Боснійської війни, доки не пішов у відставку в 1997 році. Його призначили полковником Грін Говардс у 1982 році, у 1987 році він став шефом полку Королівської військової поліції, а у 1988 році — армійського корпусу фізичної підготовки.

## Пізніша кар'єра

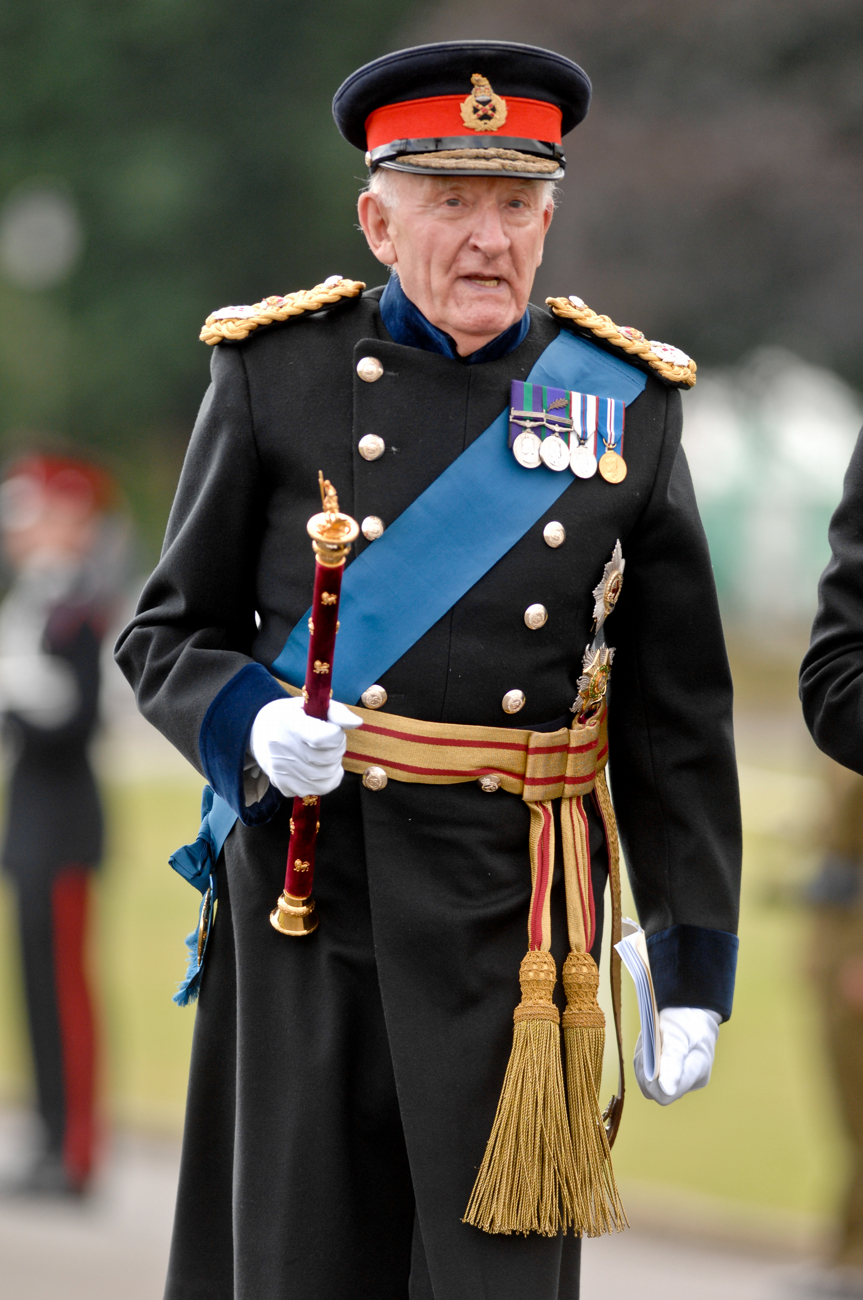
Фельдмаршал лорд Індж (2008)

Після відставки у 1997 він отримав пожиттєве перство як барон Індж з Річмонда в графстві Північний Йоркшир. 23 квітня 2001 року Індж став кавалером ордена Підв'язки. 25 квітня 2016 року він вийшов з Палати лордів, де був противником подальшої інтеграції в ЄС.
У 2004 році Індж став таємним радником і його призначили членом слідчої групи Батлера, яка вивчала використання розвідданих під час війни в Іраку. Під керівництвом Робіна Батлера, барона Батлера з Броквелла, розслідування встановило помилковість розвідданих, які використали для заяви про наявність в Іраку «зброї масового знищення». Він критично ставився до підходу Великої Британії для вирішення конфліктів в Іраку та Афганістані. У 2006 році він висловив «побоювання, що ми втратили здатність мислити стратегічно».
Після відставки Індж став не виконавчим директором Racal Electronics plc, комісаром Королівського госпіталю Челсі, піклувальником Історичних королівських палаців і президентом Благодійного фонду армії. Він був членом консультативної ради Aegis Defense Services, приватної військової компанії, розташованої в Лондоні, а до лютого 2010 року був головою ради директорів.

## Особисте життя
Індж полюбляв дивитися крикет, гуляти, читати та музику. Він був членом Marylebone Cricket Club, Boodle's та кількох інших джентльменських клубів.
У 1960 році Індж одружився з Летицією Торнтон-Беррі; у них народилося дві дочки, Антонія та Веріті. Леді Індж померла у 2020 році. Індж помер 20 липня 2022 року у віці 86 років.